# Gomong
Gomong is een bestuurslaag in het regentschap Mataram van de provincie West-Nusa Tenggara, Indonesië. Gomong telt 6286 inwoners (volkstelling 2010).